# Cezary Siess
Pour les articles homonymes, voir Siess.
Cezary Siess, né le 15 mars 1968 à Gdańsk, est un escrimeur polonais, pratiquant le fleuret et l'épée.

## Palmarès

### Jeux olympiques d'été
- 1992 à Barcelone
  -  Médaille de bronze au fleuret par équipes

### Championnats de Pologne
- en 1990:
  -  Champion de Pologne